# Kseniya Karandyuk
Kseniya Karandyuk, en ukrainien : Ксенія Євгенівна Карандюк, née le 21 juin 1986, est une athlète ukrainienne pratiquant le 400 m. Aux championnats d'Europe d'athlétisme en salle 2007, elle a fait partie du relais ukrainien de 4 × 400 m qui a été disqualifié.